# Credit Enhancement
Credit Enhancement (deutsch „Verbesserung der Kreditwürdigkeit“) ist im Finanzwesen der Anglizismus für die von einem Wirtschaftssubjekt vorgenommene Verbesserung des Finanz- oder Kreditrisikos im Rahmen einer Verbriefung, wodurch eine über die bestehenden Anleihedeckung hinausgehende Sicherstellung vorgenommen wird.

## Allgemeines
Im Rahmen der Asset Backed Securities ist das Credit Enhancement die Bereitstellung zusätzlicher, über die Anleihedeckung hinausgehender Kreditsicherheiten zur Verringerung des Emittentenrisikos, das ein Investor übernommen hat. „Mechanismen, die als Sicherheitspolster dienen, um imponderable Faktoren (zum Beispiel Ausfallrisiken) abzudecken, und welche die Qualität des Vermögenspools erhöhen, werden unter dem Begriff ‚Kreditverbesserung‘ (Credit Enhancement) zusammengefasst.“ Der Vermögenspool ist ein Portfolio von Vermögenswerten (insbesondere Forderungen), das vom Originator in eine Zweckgesellschaft oder ein Conduit eingebracht wurde.

## Arten
Es wird unterschieden zwischen internem und externem Credit Enhancement:
- Internes Credit Enhancement:
  - Übersicherung (englisch overcollateralization): Der Marktwert der Vermögenswerte des Pools übersteigt den Nominalwert der besicherten Forderungen deutlich.
  - Rangordnung (englisch subordination): Die Forderungen werden durch verschiedene Tranchen in eine Rangfolge gebracht, wodurch ein unterschiedlicher Gläubigerschutz entsteht.
  - Rückgriff (englisch recourse) beim Originator: Der Originator kann Rückkaufvereinbarungen oder Credit Default Swaps als Sicherungsgeber zu Gunsten des Pools übernehmen. Dies ist lediglich für Teile sinnvoll, weil ansonsten der Originator faktisch seine bisherige Risikoposition behalten würde.
  - Reservekonten (englisch spread accounts): Sie sammeln Überschussreserven aus dem Cashflow der Zahlungsströme, um sie bei Forderungsausfällen verwenden zu können. Diese Überschussreserven (englisch excess spread) entstehen aus den die Verbindlichkeiten übersteigenden Zinseinnahmen.[4]
- Externes Credit Enhancement: 
  - Ein Anleiheversicherer (englisch monoliner) tritt als Versicherungsunternehmen auf, verlangt eine Versicherungsprämie und zahlt bei Forderungsausfall (englisch wrapped securities).
  - Erstmals seit 1990 gibt es Bardeckung (englisch cash collateral accounts), indem ein Originator bei einer Bank Kredit aufnimmt, diesen in liquiden Wertpapieren anlegt und letztere zu Gunsten der Zweckgesellschaft/des Conduits verpfändet.
  - Letter of Credit sind Bankgarantien, die den Cashflow des Portfolios ganz oder teilweise absichern. Ähnlich funktionieren Zahlungsgarantien (englisch partial guarantees) oder Kreditzusagen (englisch committed lines of credit) zu Gunsten des Portfolios.

Credit Enhancements zielen darauf ab, das Emissionsrisiko eines Portfolios zu senken. Alternativ kann der Forderungspool mit einem „Cash-Abschlag“ (englisch discount) an die Zweckgesellschaft übertragen werden. 
Neben diesen Ausfallsicherungen werden auch Kreditfazilitäten wie Liquiditätslinien eingesetzt, die nur auf Grund von Marktstörungen oder Liquiditätsengpässen in Anspruch genommen werden können (englisch back-up facilities). Häufig werden mehrere Sicherungsformen kombiniert. Ziel ist, eine vernünftige Abwägung zwischen Ratingverbesserung und Kostenerhöhung zu treffen.

## Wirtschaftliche Aspekte
Das Credit Enhancement ist notwendig, um das Rating einer verbrieften Emission zu verbessern, damit deren Verkaufsfähigkeit auf dem Geld- oder Kapitalmarkt erhöht wird. Zur Risikominderung für den Risikoträger werden Subordinationen, Garantien oder Reservefonds eingesetzt. Ratingagenturen verlangen beispielsweise bei Commercial Papers Stand-by-Kreditfazilitäten (Liquiditätslinien; englisch back-up facilities) der Originatoren, damit diese etwaige Rückkäufe dieser Papiere hierüber finanzieren können.
Als Credit Enhancement wird auch eine Verbriefungsposition bezeichnet, die ein Kreditinstitut als Originator zurückbehält oder übernimmt. In derartigen Fällen liegt kein vollständiger Risikotransfer (englisch clean break) vor. Durch die Verbriefung muss gemäß Art. 243 Verordnung (EU) Nr. 575/2013 Kapitaladäquanzverordnung (CRR) ein signifikantes Kreditrisiko übertragen werden; der Originator muss seine Rechte vollständig übertragen und darf keine Zahlungsgarantien übernehmen oder Rückkaufvereinbarungen abschließen.